# Liste des communes françaises de la Haute-Garonne ayant changé de nom au cours de la Révolution
Cet article présente la liste des communes françaises de la Haute-Garonne ayant changé de nom au cours de la Révolution.

## Haute-Garonne
Les noms des communes qui ont conservé leur nom révolutionnaire sont surlignés en bleu ciel.
| Commune                                                                              | Nom révolutionnaire             | Notice Ehess-Cassini |
| ------------------------------------------------------------------------------------ | ------------------------------- | -------------------- |
| Arnaud-Guilhem                                                                       | Mont-Raisin                     | no 1294              |
| Croix-Daurade (réunie à Toulouse)                                                    | Prairial                        | no 62425             |
| Bourg-Saint-Bernard                                                                  | Bourg-la-Loy                    | no 5320              |
| Gaillac-Toulza                                                                       | Gaillac-la-Montagne             | no 14989             |
| Ginestou ou Ginestous (réunie à Toulouse)                                            | Nivôse                          | no 62424             |
| Lalande (quartier de Toulouse)                                                       | Vendémiaire                     | —                    |
| Lardenne (réunie à Toulouse)                                                         | Nivôse                          | no 62427             |
| Montaudran (réunie à Toulouse)                                                       | Messidor                        | no 62422             |
| Mourvilles-Hautes                                                                    | La Montagne                     | no 21653             |
| Poucharramet                                                                         | Égalité-de-la-Bure              | no 27714             |
| Pouvourville (réunie à Toulouse)                                                     | Ventôse                         | no 62420             |
| Ramefort (partagée entre Aurignac, Boussan, Cassagnabère-et-Ramefort et Saint-André) | Rame-Libre                      | no 28589             |
| Saint-André                                                                          | Mont-Désert                     | no 30366             |
| Saint-Agne (réunie à Toulouse)                                                       | Germinal                        | no 62421             |
| Saint-Béat                                                                           | Entremons                       | no 30666             |
| Saint-Bertrand (devenue Saint-Bertrand-de-Comminges)                                 | Hauteville                      | no 30711             |
| Saint-Cézert                                                                         | Cézert-Libre                    | no 30845             |
| Saint-Clar (devenue Saint-Clar-de-Rivière)                                           | Plaizance-d'Encataly            | no 30973             |
| Saint-Cyprien (réunie à Toulouse)                                                    | La Gaîté                        | no 62423             |
| Saint-Élix (devenue Saint-Élix-Séglan)                                               | Plaisance                       | no 31445             |
| Saint-Élix (devenue Saint-Élix-le-Château)                                           | Mont-Félix                      | no 31448             |
| Saint-Ferréol (devenue Saint-Ferréol-de-Comminges)                                   | Bellevue                        | no 31746             |
| Saint-Frajou                                                                         | Belle-Serre                     | no 31804             |
| Saint-Gaudens                                                                        | Mont-d'Unité                    | no 31835             |
| Saint-Ignan                                                                          | L'Union                         | no 32368             |
| Saint-Jean-de-Kyrié-Éleyson (devenue Saint-Jean)                                     | L'Union (séparée de Saint-Jean) | no 32422             |
| Saint-Julia                                                                          | Mont-Civique                    | no 32727             |
| Saint-Julia                                                                          | Mont-Républicain                | no 32727             |
| Saint-Lary (devenue Saint-Lary-Boujean)                                              | Mont-Ilaire                     | no 32787             |
| Saint-Laurent                                                                        | Bellerive-sur-Save              | no 32810             |
| Saint-Léon                                                                           | Mont-la-Hyse                    | no 32961             |
| Saint-Lys                                                                            | Eaubelle                        | no 33065             |
| Saint-Mamet                                                                          | Bonne-Garde                     | no 33097             |
| Saint-Marcet                                                                         | Mont-Rocher                     | no 33156             |
| Saint-Martin-du-Touch (réunie à Toulouse)                                            | Fructidor                       | no 33203             |
| Saint-Martory                                                                        | Montagne-sur-Garonne            | no 33503             |
| Saint-Médard                                                                         | Haute-Rive                      | no 33615             |
| Saint-Médard                                                                         | Haute-Vue                       | no 33615             |
| Saint-Michel                                                                         | Thermidor                       | no 33683             |
| Saint-Paul-d'Oueil                                                                   | Maylin-d'Oueil                  | no 33960             |
| Saint-Plancard                                                                       | Vallon-Libre                    | no 34247             |
| Saint-Sabin-d'Escanecrabe                                                            | Escanecrabe                     | no 12908             |
| Saint-Simon (réunie à Toulouse)                                                      | Brumaire                        | no 62426             |
| Saint-Sulpice (devenue Saint-Sulpice-sur-Lèze)                                       | Libre-Lèze                      | no 34744             |
| Saint-Thomas                                                                         | Le Désert                       | no 34830             |
| Sainte-Foy-d'Aigrefeuille                                                            | L'Unité                         | no 31372             |
| Sainte-Foy-de-Peyrolières                                                            | Peyroulières                    | no 31379             |